# Angry German Kid
Als Angry German Kid oder Unreal Tournament Kid wurde ein Webvideo aus dem Jahr 2005 und dessen Protagonist und Produzent Norman Kochanowski international bekannt. Es zeigt eine gestellte Szene, in der der Jugendliche erfolglos versucht, Unreal Tournament auf seinem PC zu spielen, wütend wird und seine Tastatur zerschmettert.

## Entstehung und Inhalt
Norman Kochanowski hatte bereits zuvor einige Webvideos veröffentlicht. Seit er zu seinem 13. Geburtstag eine Kamera geschenkt bekommen hatte, experimentierte er damit herum und veröffentlichte Kurzfilme. Dabei trat er im Internet unter verschiedenen Pseudonymen auf. Zunächst wurden die Videos in diversen Foren und Videoseiten veröffentlicht oder wurden auf CDs getauscht, eine große Plattform wie YouTube existierte noch nicht. 2005 brachte der Jugendliche eine Parodie auf Rap-Musikvideos mit der Kunstfigur „echter Gangster“ heraus. Diese verbreitete sich schnell auf vielen Plattformen und der Erfolg motivierte den Filmemacher zu Fortsetzungen mit der gleichen Figur. Neben „echter Gangster“ nennt der Jugendliche sich online oft auch „Slikk“.
Noch im Jahr 2005 folgte schließlich Echter Gangster 5: Pc spielen. In diesem sitzt der Filmemacher als eine Kunstfigur vor dem Computer und bekommt einen Wutanfall, da er Unreal Tournament 2004 spielen will, das Spiel aber nicht schnell genug lädt. Er steigert sich in seine Wut hinein, schreit den Computer an und zerschlägt schließlich seine Tastatur. Das Video war eine Auftragsarbeit für einen anderen Jugendlichen, der Norman Kochanowski unter dem Pseudonym „Hack-Panther“ über das Internet kontaktiert hatte. Er sollte ihm einen Kurzfilm produzieren, in dem er in seiner Kunstfigur „richtig ausrastet“ und etwas kaputt macht. Für das Video, das an den Auftraggeber direkt gesendet wurde, erhielt Kochanowski nach eigenen Angaben 300 Euro.

## Veröffentlichung und zeitgenössische Reaktionen
Der Kurzfilm wurde nicht von Kochanowski, sondern ohne dessen Wissen vom Auftraggeber auf einer Website veröffentlicht und dort zum Herunterladen zur Verfügung gestellt. Nach ersten Reaktionen bat der Videoproduzent erfolglos darum, die Verbreitung zu stoppen. Nach der ersten Veröffentlichung 2005 wurde das Video bald auch auf weiteren Seiten verbreitet, indem es andere kopierten und hochluden, darunter auf YouTube. Das Video beziehungsweise dessen Protagonist wurde in Deutschland als Unreal Tournament Kid bekannt, international im englischsprachigen Raum vor allem als Angry German Kid, im Spanischen als El Niño Loco Alemán, im japanischen als Keybord Crasher. Das Video wurde von anderen bearbeitet, mit Musik unterlegt oder dem Protagonisten andere Worte in anderen Sprachen in den Mund gelegt. Es etablierte sich weltweit als bekanntes Internetphänomen. Bei der Verbreitung über viele Plattformen hinweg war den meisten Zuschauern aber nicht mehr bewusst, dass die gezeigte Szene nur gespielt ist.
Als sich im November 2006 der Amoklauf von Emsdetten ereignete, entbrannte in Deutschland eine Diskussion um die Gefährlichkeit von Computerspielen. Darin wurde von Focus TV das Video des Angry German Kid als Beispiel dafür verbreitet, wie Spiele Jugendliche aggressiv machen könnten. Das Webvideo fand so noch weitere Verbreitung. Die Redaktion nannte im darüber gesprochenen Text den Protagonisten „Leopold“. Dieser sei von seinem Vater heimlich gefilmt worden, internetsüchtig und mittlerweile in einer Klinik. Der Fernsehbeitrag wurde von Szenemedien scharf kritisiert, unter anderem weil der Protagonist des Videos bekannt dafür ist, diese zu inszenieren. Dennoch wurde er damit zu einer Symbolfigur für die Angst, Videospiele könnten Jugendliche zu Gewalttätern machen. Jahre später wurde der Beitrag von Focus zurückgezogen und mit einem Sperrvermerk versehen, sodass er nicht mehr herausgegeben wird. Auch Kochanowski selbst versuchte erfolglos, mit weiteren eigenen Videos, auf den fiktiven Charakter der Szene aufmerksam zu machen.
Durch die zunehmende Verbreitung wurde der Filmemacher, der auch in seiner Schule erkannt wurde, von Mitschülern gemobbt. Viele hielten die gezeigte Szene für echt. Er versuchte dies aufzuklären, löschte aber schließlich alle seine Videos aus dem Internet, soweit ihm das möglich war, und zog sich zurück. Er änderte sein Äußeres, um nicht mehr erkannt zu werden, das Mobbing hörte jedoch nicht auf. Schließlich wurde der Jugendliche selbst gewalttätig, schüchterte Mitschüler ein und kündigte betrunken einen möglichen Amoklauf an seiner Schule an. Er wurde von der Schule verwiesen und musste eine Jugendstrafe absitzen sowie Sozialarbeit ableisten.

## Nachwirken
Ab 2015 produzierte der Macher des Angry German Kid wieder Videos und stellte diese auf YouTube. Sie handeln von seinem Training und haben keinen Bezug zu früheren Filmen. Jedoch wurde er erkannt, reagierte aber zunächst nicht auf Nachfragen zu Angry German Kid. Ende 2017 trat das Angry German Kid unter dem neuen Pseudonym Hercules Beatz wieder in die Öffentlichkeit. Der junge Mann, der nun 26 Jahre alt war und sich zwischenzeitlich einen Bodybuilder-Körper antrainiert hat, veröffentlichte einen Disstrack, in dem er von den Vorkommnissen um die Veröffentlichung des Webvideos 12 Jahre zuvor erzählt und die beleidigt, die ihn damals gemobbt haben. Das sei jedoch eher zum Spaß, da er mittlerweile alles gelassener sehe. Seit 2018 veröffentlicht der Filmemacher eigene Rapsongs.
Das Studio Ryanimation Entertainment produzierte 2016 eine Animationsserie mit dem Titel The Angry German Kid and Friends Show, die fiktive Geschichten über das Angry German Kid und weitere Internetphänomene erzählt.
Heute gilt das Video als Paradebeispiel der Webvideos der 2000er Jahre, ebenso wie beispielsweise Star Wars Kid. Für das Genre deutschsprachiger Videos, über die in anderen Sprachen neue Texte gelegt werden, ist das Video möglicherweise prägend. Bis 2019 hatte das Video allein auf YouTube in diversen Versionen zusammen über 10 Millionen Aufrufe. Als eines der bekanntesten frühen Internetphänomene wird Angry German Kid auch in Studien zu Memes behandelt. So als Beispiel eines Videos, in dem der Protagonist Erwartungen an Männlichkeit nicht erfüllt und dessen Inhalt mit Populärkultur verknüpft ist (ebenso wie Star Wars Kid); als Beispiel für den Erfolg eines Videos durch die Verwendung und Verwendbarkeit in vielen Mashups; oder als Beispiel übertriebener Reaktionen des Nutzers in der Untersuchung psychologischer Reaktionen in der Interaktion zwischen Mensch und Computer.

## Dokumentation
- Simplicissimus (Funk): Die unglaubliche Geschichte des Angry German Kid auf YouTube, 27. Mai 2020 (Laufzeit: 9:50 min).
- Zapp: Ausgerastet und abgestürzt: Der Fall des Angry German Kid. (auf ndr.de, 1. Februar 2023, Laufzeit: 23 min.)